# Rasmus Savic
Rasmus Savic, född 23 januari 1993, är en svensk skådespelare.

## Biografi
Rasmus Savic är utbildad vid Teaterhögskolan i Malmö mellan 2019 och 2022. Han har medverkat i ett flertal teateruppsättningar. 2022 medverkade han i Brinn i regi av Farnaz Arbabi. Han spelade Romeo i Romeo och Julia på Malmö Stadsteater i regi Sargun Oshana och Bränder på Malmö Stadsteater i regi av Gorki Glaser Müller samt Linje Lusta på Malmö Stadsteater i regi av Eva Dahlman.I SVT-produktionen Från insidan spelar han, Alex, en av huvudrollerna.

## Filmografi (i urval)
- 2024 – Från insidan (TV-serie)